# Hunyadi István
Hunyadi István, Hunyady (Budapest, Erzsébetváros, 1905. március 9. – Budapest, 1986. november 11.) költő, jogász.

## Élete
Hunyady Béla Mátyás (1874–1954) polgári iskolai tanár és Mérei Gizella (1888–?) nevelőnő fia. Szülei kétéves korában kötöttek házasságot, s édesanyja ugyanebben az évben kitért a katolikus vallásra. A budapesti Szent István Főgimnáziumban érettségizett. Tanulmányait a Pázmány Péter Tudományegyetemen folytatta, ahol jogi doktorátust szerzett. 1931 novemberében a székesfőváros szolgálatába lépett, s 1937-től mint segédfogalmazó dolgozott. 1944-től a szociálpolitikai ügyosztály fogalmazója volt, majd tanácsjegyzőként és büntetőbíróként működött. Később a Képcsarnok Vállalathoz került, ahol szervezőként dolgozott 1965-ös nyugdíjazásáig,
Felesége Széchenyi Mária Ilona Gizella volt, akivel 1933. május 27-én Budapesten, az Erzsébetvárosban kötött házasságot. A házasságból 2 fiú gyermek származik Hunyady Ákos agrármérnök (1935-1978) és Hunyady István (1939–2024) festőművész.[forrás?]
Az Új köztemetőben helyezték végső nyugalomra.

## Főbb művei
- Zengő kövek (versek, Budapest, 1934)
- Két óraütés közt (versek, Budapest, 1937)
- Egyszerűség dicsérete (versek, Budapest, 1941)
- Meglódult csillag (versek, Budapest, 1941)
- Egyszerűség dícsérete (versek, Budapest, 1947)
- Lépj ki magadból (versek, Budapest, 1961)
- Zöld levelecske (Budapest, 1967)
- Lagodai padoga (Budapest, 1970)
- Szabálytalan világvég (versek, Budapest, 1973)
- Férfisirató (versek, Budapest, 1979)
- Ősz Korcsulán (versek, Budapest, 1979)
- Te kiálts téltemető (versek, Budapest, 1983)